# Tom Mboya
Thomas Joseph Odhiambo Mboya (Ol Donyo Sabuk, 15 de agosto de 1930 – Nairobi, 5 de julho de 1969) foi um sindicalista, educador, Pan-africanista, escritor, independentista, ministro de Estado e um dos pais fundadores da República do Quênia. Ele encabeçou as negociações pela independência do Quênia nas Conferências Lancaster House e foi um dos principais formadores do então Partido da Independência do Quênia, KANU, no qual serviu como primeiro secretário-geral. Ele liderou a fundação das políticas capitalistas e de economia mista do Quênia durante a Guerra Fria e estabeleceu muitas das instituições de trabalho do país.
A inteligência, o carisma e as habilidades de oratória de Mboya fizeram com que ele ganhasse admiradores por todo o mundo intelligence. Ele fez discursos, debates e entrevistas por todo o mundo para favorecer a independência do Quênia do controle colonial britânico e falou em vários comícios a favor do movimento dos direitos civis que ocorria nos Estados Unidos. Em 1958, aos 28 anos, Mboya foi eleito presidente da All-African People's Conference convocada por Kwame Nkrumah de Gana. Ele ajudou a construir o movimento sindicalista no Quênia e em outros países da África, tais como Uganda and Tanzânia. Uma vez ele serviu como o representante africano na Confederação Internacional de Sindicatos Livres (ICFTU). Em maio de 1959, Mboya convocou uma conferência em Lagos, Nigéria para formar a primeira organização trabalhista africana da ICFTU.
Ele trabalhou com o então senador dos Estados Unidos, John F. Kennedy (mais tarde presidente do país) e com Martin Luther King Jr. para fornecer oportunidades educacionais para estudantes africanos; esse esforço resultou em transportes aéreos táticos entre as décadas de 1950 e 1960, que fizeram com que estudantes africanos pudessem estudar em faculdades nos Estados Unidos. Entre os beneficiados por essa política estão Wangari Maathai, futura ganhadora do Prêmio Nobel da Paz, e Barack Obama, Sr., pai do 44º Presidente dos Estados Unidos. Em 1960, Mboya foi o primeiro queniano a ser apresentado na capa da Revista Time, em uma pintura feita por Bernard Safran.

### Assassinato
Ele manteve a pasta como Ministro do Planejamento e Desenvolvimento Econômico até sua morte, aos 39 anos, quando foi baleado em 5 de julho de 1969 na Government Road (hoje Avenida Moi), Nairobi, após visitar a Farmácia Chaani. Nahashon Isaac Njenga Njoroge foi condenado pelo homicídio e posteriormente enforcado.